# Grimmerup
Grimmerup (dansk) eller Gremmerup (tysk) er en landsby beliggende mellem Husby og Munkbrarup i det nordlige Angel (Sydslesvig). Administrativt hører Grimmerup under Husby Kommune i Slesvig-Flensborg kreds i den nordtyske delstat Slesvig-Holsten.  I den danske periode indtil 1864 hørte landsbyen under Husby Sogn (Husby Herred, Flensborg Amt). 
Grimmerup er første gang nævnt 1450. Stednavnets første led er afledt af personnavnet Grimme, hvilket står i forbindelse med oldnordisk grīma for maske. Landsbyen ligger i et typisk østjysk bakket morænelandskab med landbrug og spredte skovstrækninger. Selve landsbyen er beliggende ved vejen fra Holnæs til Slesvig by. Landsbyens sydlige del kaldes for Nedderby. Her fandtes tidligere et borganlæg (Borg Nedderby).
Den dansk-sydslesvigske politiker Samuel Münchow gik i årene 1907-1910 i smedelære i Grimmerup.